# Honda CB 500T
La Honda CB 500T (o CB-500T) è una motocicletta prodotta dalla casa motociclistica giapponese Honda dal 1975 al 1976.

## Descrizione
Il modello è spinto da un motore a quattro tempi bicilindrico in linea, raffreddato ad aria e dalla cilindrata di 498 cm³, con distribuzione con doppio albero a camme in testa (DOHC) a due valvole per cilindro, per un totale di 4. La trasmissione era a 5 marce.
Il modello derivava dalla versione a 5 marce della Honda CB450 del 1974. Rispetto a quest'ultima aveva un rapporto di compressione ridotto da 9:1 a 8,5:1 per ridurre i consumi, ma ne manteneva il sistema d'alimentazione con due carburatori Keihin CV da 32 mm.